# Emilia N. Bayer
Emilia Nicolova Bayer (* 5. Mai 1934 in Sofia, Bulgarien) ist eine deutsche Bildhauerin.

## Leben
Emilia N. Bayer studierte an der Akademie der Künste in der bulgarischen Hauptstadt Sofia Bildhauerei und Keramik und schloss 1964 mit einem Diplom ab. Seit dieser Zeit arbeitet sie freiberuflich als Bildhauerin. Gleichzeitig beschäftigte sie sich mit angewandter Grafik, Buchdesign und Schriftgestaltung.
Schon nach kurzer Zeit erhielten ihre Arbeiten auf nationalen und internationalen Ausstellungen Auszeichnungen und wurden von Galerien und Sammlungen angekauft. Anfang der 1970er Jahre gewann sie ihre ersten größeren Arbeiten durch die Teilnahme an nationalen Wettbewerben.

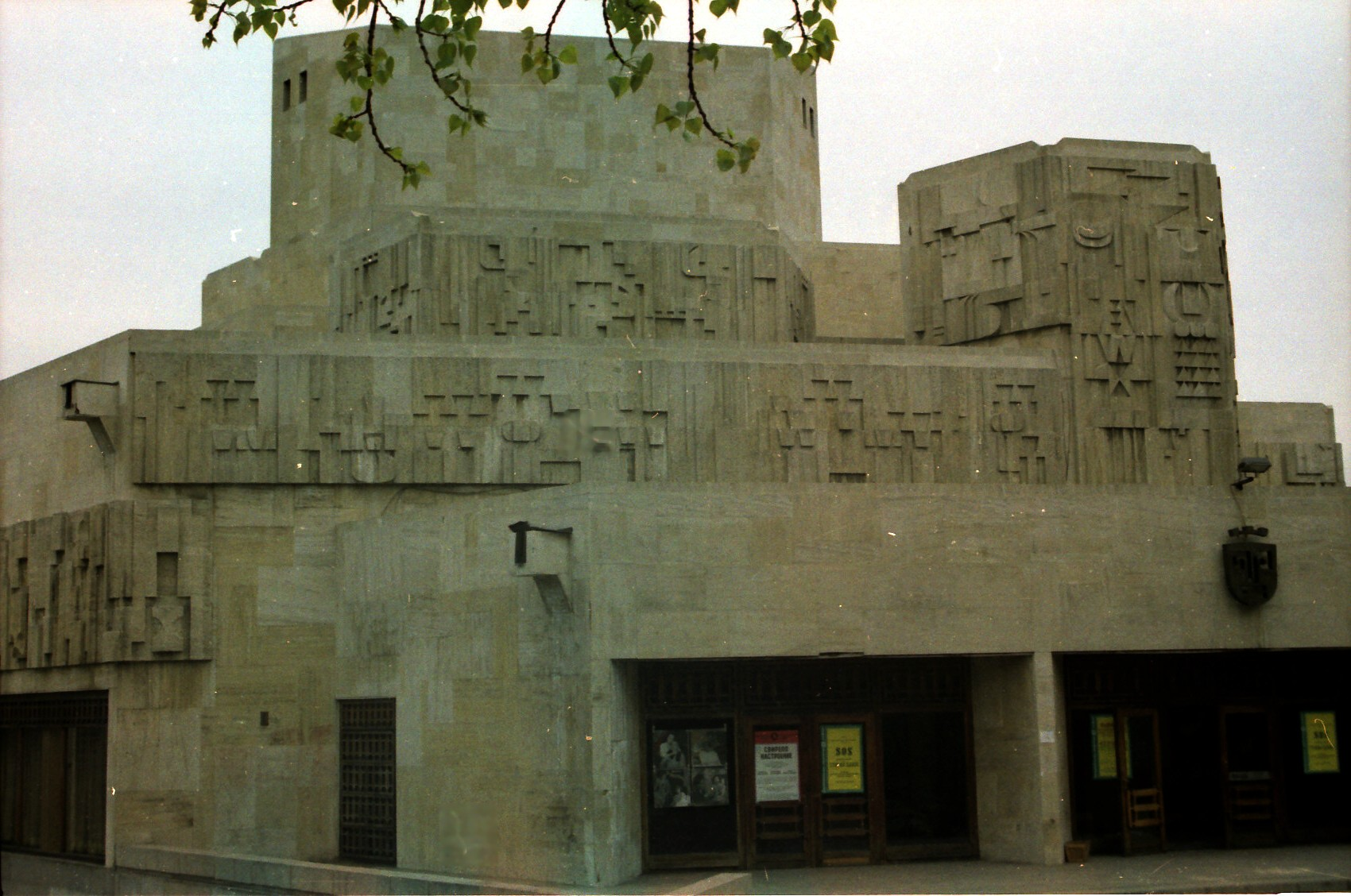
Fassade des Theaters in Sofia

Von 1973 bis 1975 schuf sie ihre Hauptarbeit in Bulgarien – die Fassaden-Gestaltung mit ca. 250 m² Reliefs mit dem Thema Entwicklung des Schauspiels am Neubau des Theaters Sofia in der bulgarischen Hauptstadt. Diese Arbeit gilt als eine besonders gelungene Synthese zwischen Architektur und Plastik.
1975 zog Emilia Bayer nach Berlin (DDR). Auch hier gelang es ihr bald, sich einen Namen als Künstlerin zu machen – wovon mehr als zehn Monumental-Skulpturen in Parks und öffentlichen Gebäuden zeugen. Höhepunkt – und zugleich der Anfang vom Ende – war ihr Gewinn der Ausschreibung für die künstlerische Fassadengestaltung am Neubau des Friedrichstadt-Palastes (1982–1984). Von den ursprünglich geplanten zwölf Reliefs blieben schließlich sechs. Von diesen wurden vier verwirklicht. Nach 1984 konnte Emilia Bayer in der DDR keine Aufträge mehr abschließen. Bestehende Aufträge wurden storniert. Sie durfte nicht mehr ausstellen. De facto galt für sie ein Arbeits- und Publikationsverbot. Als sich dieses Verhalten der staatlichen Stellen herauskristallisierte, stellte die Familie Bayer einen Übersiedlungsantrag, der nach vier Jahren genehmigt wurde – unter der Bedingung, nicht in West-Berlin zu bleiben. Die Familie zog zuerst nach Bayern, kehrte nach dem Fall der Mauer nach Berlin zurück und lebt heute wieder in Bayern.
Da ihr Weg auf ihrem Spezialgebiet – Kunst am Bau – durch die Repressalien abgebrochen war, konzentrierte sich Emilia Bayer auf neue Bereiche. Figürliche Porzellangestaltung, Ölpastell- und Ölmalerei sind in den letzten Jahren zu ihren Haupttätigkeiten geworden.

## Größere Arbeiten

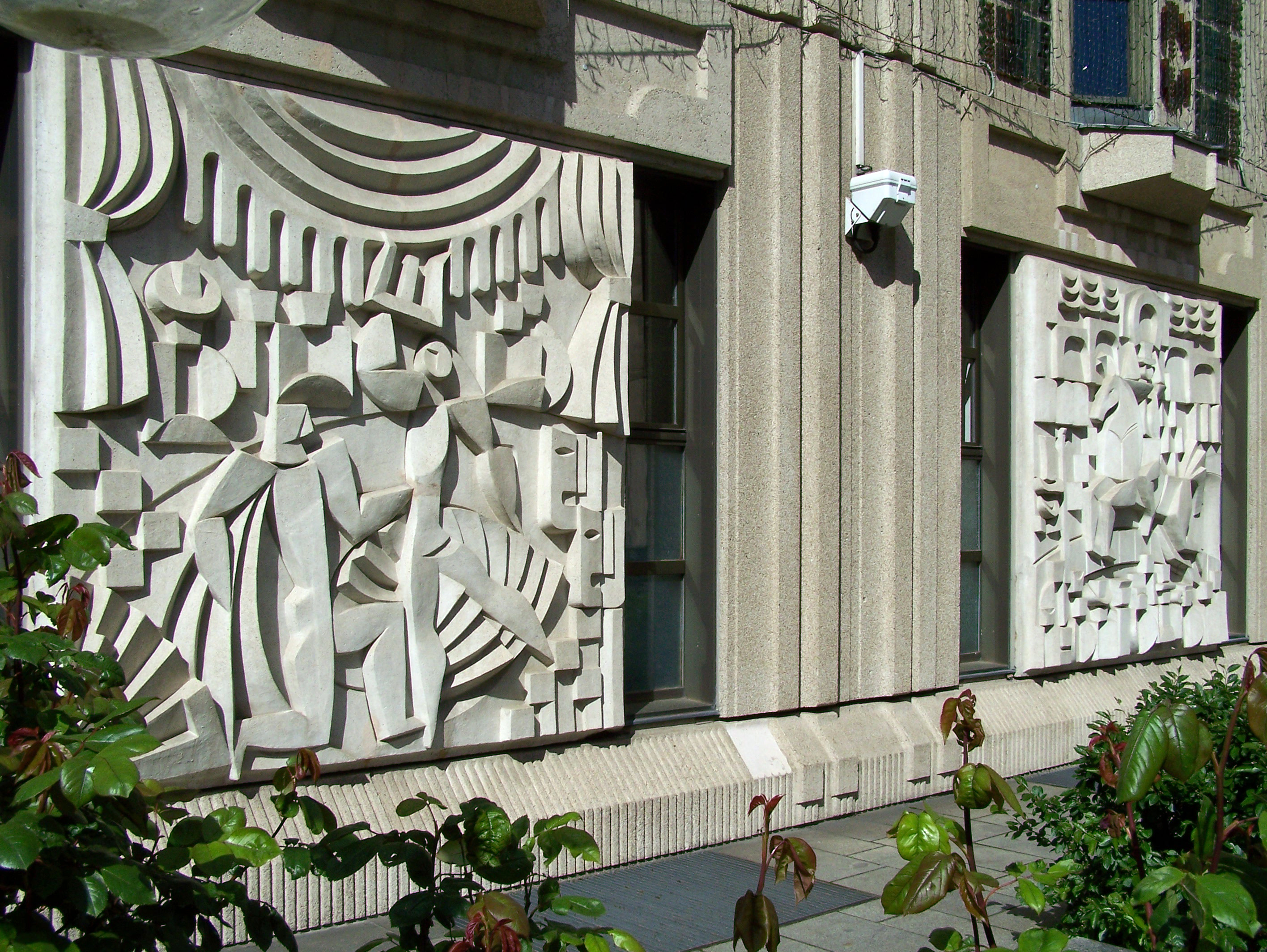
Reliefs am Friedrichstadt-Palast, diese sind an der Ziegelstraße und wurden zwischen 1982 und 1984 gefertigt.

Zu Emilia N. Bayers herausragenden Arbeiten gehören die insgesamt sechs Reliefs am Friedrichstadt-Palast in Berlin. Weiter sind als eine besonders gelungene Synthese zwischen Architektur und Bildhauerei die ca. 250 m² Steinreliefs am „Theater Sofia“ in Sofia, Bulgarien erwähnenswert. Außerdem schuf sie in den Jahren 1978–1984 mehr als zehn Großplastiken für Parks und öffentliche Gebäude in Berlin. Weitere Standorte sind: Hannover Krankenhaus; Parkanlagen in Delitzsch und Aue; in Bulgarien: Theater in Widin Fassadenreliefs; überlebensgroße Skulpturen in Parks und an öffentlichen Gebäuden in Plowdiw, Warna, Wraza, Michailowgrad, Weliko Tarnowo und Schumen.

## Ausstellungen
- 2011: Rathausgalerie Burghausen, Personalausstellung
- 2005: Schloss Lelkendorf
- 2001: Westerland/Sylt
- 2000: Husum
- 1998: Personal-Ausstellung Seebruck (Obb.)
- 1997: Berlin, Hotel Adlon
- 1994: Berlin, Personalausstellung Hotel Brandenburger Hof
- 1990: München, BBK-Ausstellung
- 1989: Stadtmuseum Trostberg
- 1989: Stuttgart
- 1981: Berlin Galerie am Lützowplatz, Personalausstellung
- 1982: Berlin, Galerie im Turm Personalausstellung;
- 1982/1983: Dresden, IX. Kunstausstellung der DDR
- 1976: Internationale Biennale für Humor und Satire Gabrovo
- 1974: Kunsthalle Hamburg
- 1973: Internationale Keramikbiennale Faenza
- 1969: New York
- 1968: Internationale Kleinplastikbiennale in Sopot
- 1976: Berlin
- 1965: Wien

## Orte beständiger Arbeiten
Dauerhaft befinden sich Werke Bayers in New York, Boston, Seattle, Paris, Hannover, Berlin, Leipzig, Wiesbaden, Faenza (Museum), Avezzano, Genf, Moskau, Warschau, Krakau, Sopot, Sofia (National-Galerie), München, Trostberg (Obb.) Bad Reichenhall.

## Auszeichnungen
- Auszeichnung für beste Arbeit auf einer internationalen Ausstellung in Wien (1958)
- Auszeichnung der Internationalen Keramik-Biennale Faenza (1974)
- Orden Kyrill und Methodi des bulgarischen Staates für künstlerisches Gesamtwerk (1984).